# Chrysometa yungas
Chrysometa yungas este o specie de păianjeni din genul Chrysometa, familia Tetragnathidae, descrisă de Lévi, 1986.
Este endemică în Bolivia. Conform Catalogue of Life specia Chrysometa yungas nu are subspecii cunoscute.